# Natação no Campeonato Mundial de Esportes Aquáticos de 2017 - 4x100 m livre feminino
A prova do revezamento 4x100 metros livre feminino da natação no Campeonato Mundial de Esportes Aquáticos de 2017 ocorreu no dia 23 de julho em Budapeste na Hungria.

## Recordes
Antes desta competição, os recordes mundiais e do campeonato nesta prova eram os seguintes:
| Tipo                  | Atleta    | Tempo   | Local          | Data                 |
| --------------------- | --------- | ------- | -------------- | -------------------- |
|                       | Austrália | 3:30.65 | Rio de Janeiro | 6 de agosto de 2016  |
| Recorde do campeonato | Austrália | 3:31.48 | Cazã           | 24 de agosto de 2015 |

## Medalhistas
| Ouro | Prata | Bronze                                                                                |
| Estados Unidos · Mallory Comerford · Kelsi Worrell · Katie Ledecky · Simone Manuel · Lia Neal · Olivia Smoliga | Austrália · Shayna Jack · Bronte Campbell · Brittany Elmslie · Emma McKeon · Emily Seebohm · Madison Wilson | Países Baixos · Kim Busch · Femke Heemskerk · Maud van der Meer · Ranomi Kromowidjojo |

## Resultados

### Eliminatórias
Esses foram os resultados das eliminatórias. Foram realizadas no dia 23 de julho com início às 11:39. 
| Pos. | Bateria | Raia | Nacionalidade  | Nadadoras                                                                                             | Tempo   | Notas |
| ---- | ------- | ---- | -------------- | --- | ------- | ----- |
| 1    | 1       | 4    | Estados Unidos | Lia Neal (53.94) Kelsi Worrell (53.27) Olivia Smoliga (53.67) Mallory Comerford (52.47)               | 3:33.35 | Q     |
| 2    | 1       | 5    | Países Baixos  | Maud van der Meer (54.72) Femke Heemskerk (52.72) Kim Busch (54.79) Ranomi Kromowidjojo (52.03)       | 3:34.26 | Q     |
| 3    | 2       | 4    | Austrália      | Emily Seebohm (54.32) Madison Wilson (53.94) Brittany Elmslie (53.61) Shayna Jack (53.31)             | 3:35.18 | Q     |
| 4    | 1       | 1    | Suécia         | Michelle Coleman (53.21) Sarah Sjöström (52.19) Nathalie Lindborg (55.90) Louise Hansson (54.20)      | 3:35.50 | Q     |
| 5    | 2       | 5    | Canadá         | Sandrine Mainville (53.87) Michelle Toro (54.50) Rebecca Smith (53.93) Kayla Sanchez (53.54)          | 3:35.84 | Q     |
| 6    | 2       | 6    | China          | Zhu Menghui (54.06) Ai Yanhan (54.71) Wu Yue (54.46) Zhang Yufei (53.79)                              | 3:37.02 | Q     |
| 7    | 1       | 3    | Japão          | Rikako Ikee (54.09) Tomomi Aoki (54.34) Yui Yamane (54.59) Chihiro Igarashi (54.44)                   | 3:37.46 | Q     |
| 8    | 1       | 6    | Dinamarca      | Signe Bro (54.85) Sarah Bro (55.60) Emilie Beckmann (55.55) Pernille Blume (52.29)                    | 3:38.29 | Q     |
| 9    | 2       | 2    | Hungria        | Flóra Molnár (54.93) Fanni Gyurinovics (55.16) Evelyn Verrasztó (54.73) Zsuzsanna Jakabos (54.08)     | 3:38.90 |       |
| 10   | 2       | 3    | Itália         | Silvia Di Pietro (54.80) Erika Ferraioli (54.91) Giorgia Biondani (55.47) Federica Pellegrini (53.90) | 3:39.08 |       |
| 11   | 2       | 1    | Israel         | Andrea Murez (54.79) Zohar Shikler (56.75) Keren Siebner (56.03) Amit Ivry (56.78)                    | 3:44.35 |       |
| 12   | 1       | 2    | Hong Kong      | Siobhan Haughey (53.99 ) Claudia Lau (56.26) Ho Nam Wai (57.48) Sze Hang Yu (56.66)                   | 3:44.39 |       |
| 13   | 2       | 7    | África do Sul  | Erin Gallagher (55.94) Kate Beavon (59.98) Samantha Randle (1:00.68) Kaylene Corbett (1:01.23)        | 3:57.83 |       |
| 14   | 1       | 7    | Eslováquia     | DNS                                                                                                   | DNS     | DNS   |

### Final
A final foi realizada em 30 de julho às 19h03. 
| Pos.              | Raia | Nadadoras      | Nacionalidade                                                                                         | Tempo   | Notas              |
| ----------------- | ---- | -------------- | --- | ------- | ------------------ |
| Medalha de ouro   | 4    | Estados Unidos | Mallory Comerford (52.59 ) Kelsi Worrell (53.16) Katie Ledecky (53.83) Simone Manuel (52.14)          | 3:31.72 | Recorde da América |
| Medalha de prata  | 3    | Austrália      | Shayna Jack (53.75) Bronte Campbell (52.14) Brittany Elmslie (53.83) Emma McKeon (52.29)              | 3:32.01 |                    |
| Medalha de bronze | 5    | Países Baixos  | Kim Busch (54.05) Femke Heemskerk (52.84) Maud van der Meer (53.77) Ranomi Kromowidjojo (51.98)       | 3:32.64 |                    |
| 4                 | 2    | Canadá         | Sandrine Mainville (53.77) Chantal Van Landeghem (52.97) Kayla Sanchez (54.16) Penny Oleksiak (52.98) | 3:33.88 |                    |
| 5                 | 6    | Suécia         | Sarah Sjöström (51.71 ) Michelle Coleman (52.68) Ida Lindborg (55.59) Louise Hansson (53.96)          | 3:33.94 | Recorde nacional   |
| 6                 | 7    | China          | Zhu Menghui (53.79) Zhang Yufei (54.31) Wu Yue (54.96) Ai Yanhan (53.43)                              | 3:36.49 |                    |
| 7                 | 1    | Japão          | Rikako Ikee (54.59) Tomomi Aoki (54.45) Yui Yamane (54.62) Chihiro Igarashi (54.58)                   | 3:38.24 |                    |
| 8                 | 8    | Dinamarca      | Signe Bro (54.72) Sarah Bro (56.60) Emilie Beckmann (54.84) Pernille Blume (52.70)                    | 3:38.86 |                    |

Legenda
| Recorde mundial       | Recorde mundial (World record)               |                       | Recorde africano                      | Recorde africano (African) |                                           | Q | Classificado por posição (Qualified) |
| Recorde do campeonato | Recorde do campeonato (Championship record)  | Recorde da América    | Recorde da América (Americas)         | q                          | Classificado por melhor tempo (Qualified) |   |                                      |
| Melhor marca do ano   | Melhor marca do ano (World leading)          | Recorde asiático      | Recorde asiático (Asian)              | DNS                        | Não largou (Did not start)                |   |                                      |
| Recorde nacional      | Recorde nacional (National record)           | Recorde europeu       | Recorde europeu (European)            | DNF                        | Não terminou (Did not finish)             |   |                                      |
| Recorde pessoal       | Recorde pessoal do atleta (Personal best)    | Recorde da Oceania    | Recorde da Oceania (Oceania)          | DSQ / DQ                   | Desclassificado (Disqualified)            |   |                                      |
| Recorde da temporada  | Recorde da temporada do atleta (Season best) | Recorde sul-americano | Recorde sul-americano (South America) | NM                         | Sem marca (No mark)                       |   |                                      |